# Олімпік-ШВСМ-ВДПУ
«Олі́мпік-ШВСМ-ВДПУ» — команда з хокею на траві, яка представляє місто Вінниця у вищій лізі на Чемпіонаті України. Семиразовий чемпіон України.

## Назви
- 1981 — 1989 — «Буревісник»
- 1990 — 1992 — «Енергетик»
- 1993 — «ФАМС»
- 1994 — 1999 — «Олімпік»
- 2000 — 2008 — «Олімпік-ШВСМ-ВДПУ»
- 2008 — 2013 — «Олімпік-Динамо-ШВСМ»
- 2014 — 2016 — «ШВСМ-Олімпія-Педуніверситет»
- 2016 —  «ШВСМ-Олімпія»

## Історія
Команда «Буревісник» створена 31 березня 1981 з ініціативи Вінницького облспорткомітету на базі факультеті фізичного виховання Вінницького педагогічного інституту. Це була перша команда з хокею на траві у Вінницькій області. Ініціатором створення став голова спорткомітету Борис Рунь, партнерами — голова спортивного товариства «Буревісник» Іван Гриб, голова міського спорткомітету Федір Новік, ректор ВДПУ Никифор Шунда. Тренером став тоді 26-річний очільник інститутських команд з футболу і хокею з шайбою Віктор Костюкевич.
З 1982 року бере участь у чемпіонатах УРСР. 1986 року вінниччани здобули перший трофей — виграли фінал чемпіонату УРСР в Алушті.
1991 року під назвою «Енергетик» команда посіла третє місце в першій лізі останнього чемпіонату СРСР.
З початком чемпіонатів незалежної України вінничани стали одними з лідерів національного хокею: третє місце в 1992 році, друге в 1993 (як «ФАМС») та 1994 (уже під назвою «Олімпік»), а в 1995 вперше стала чемпіоном. 1996 року «Олімпік» представляв Україну на Кубку європейських чемпіонів у Відні. У подальшому в 1995 — 1999 роках п'ять разів поспіль ставала чемпіоном України.
З 2000 року «Олімпік» поступився першим місцем у чемпіонаті іншому вінницькому колективу — «Олімпія-Колос-Секвоя». У наступні роки «Олімпік-ШВСМ-ВДПУ» став багаторазовим срібним призером чемпіонату України, виборовши золоті нагороди лише раз, випередивши «ОКС» у чемпіонаті 2005/2006.
У 2008 році Костюкевича на чолі клубу замінив його вихованець Микола Касянчук. У 2015 році уже під назвою «ШВСМ-Олімпія-Педуніверситет» клуб знову став чемпіоном України, перервавши багаторічну гегемонію земляків з «ОКС».

## Досягнення
Чемпіонат України:
- Чемпіон: 7 (5 разів поспіль з 1994/95 до 1998/99, 2005/06, 2014/15)
- Срібний призер: 19 (двічі поспіль у 1993 та 1994, 6 разів поспіль з 1999/2000 до 2004/05, 8 разів поспіль з 2006/07 до 2013/14, тричі поспіль з 2016/17 до 2018/19)
- Бронзовий призер: 1 (1992)

Кубок України
- Володар Кубка України: 4 (1996, 1998, 2007, 2020)